# Daichi Kamada
Daichi Kamada (jap. 鎌田 大地 Kamada Daichi; * 5. August 1996 in Iyo) ist ein japanischer Fußballspieler. Der Mittelfeldspieler spielte sechs Jahre beim Bundesligisten Eintracht Frankfurt, mit dem er 2018 den DFB-Pokal und 2022 die Europa League gewann. Seit 2024 steht Kamada bei Crystal Palace unter Vertrag. Darüber hinaus ist er seit 2019 A-Nationalspieler.

## Vereinskarriere

### Japan
Kamada wechselte im Januar 2015 von der Higashiyama-Oberschule zu Sagan Tosu. Dort kam er in zweieinhalb Jahren auf 65 Einsätze in der J1 League, in denen er 13 Tore erzielte.

### Eintracht Frankfurt
Zur Saison 2017/18 wechselte Kamada zum Bundesligisten Eintracht Frankfurt, bei dem er einen Vierjahresvertrag unterschrieb. In der ersten Spielzeit konnte er sich nicht gegen Mijat Gaćinović und Kevin-Prince Boateng durchsetzen und kam auf lediglich drei Bundesligaspiele sowie einen Einsatz in der 1. Runde des DFB-Pokals. Letzteren gewann er nach einem 3:1-Finalsieg gegen den FC Bayern München mit der Eintracht. Frankfurts damaliger Trainer Niko Kovač attestierte Kamada „sehr ästhetische und feine Bewegungen“ sowie eine starke Balltechnik, rügte jedoch fehlendes Durchsetzungsvermögen. Im August 2018 wurde Kamada vom neuen Trainer Adi Hütter aus dem Kader gestrichen und mit sechs weiteren Spielern in eine separate Trainingsgruppe versetzt.

### St. Truiden
Zum Ende der Transferperiode verlieh die Eintracht Kamada bis Saisonende in die erste belgische Liga an die VV St. Truiden. Nachdem er an den ersten drei Spieltagen zweimal getroffen hatte (einmal reichten ihm hier 30 Minuten, einmal sogar nur eine Viertelstunde), stand Kamada in der Folge immer in der Startelf. Zwischen dem 10. und dem 18. Spieltag gelangen ihm acht Tore und eine Vorlage, darunter auch ein „Doppelpack“. Dennoch verpasste St. Truiden im Frühjahr zwei Punkte hinter Royal Antwerpen stehend die Meisterschaftsrunde. In den Play-offs für die Europa-League-Qualifikation  bestritt Kamada alle Spiele vollständig, wie schon zuvor zumeist als hängende Spitze. Er hatte acht direkte Torbeteiligungen. St. Truiden musste sich aber in der Gruppe A hinter Sporting Charleroi einreihen und verpasste das Entscheidungsspiel zur Teilnahme an der Europa-League-Qualifikation.

### Rückkehr zu Eintracht Frankfurt
Zur Saison 2019/20 kehrte Kamada mit Ende der Leihe zu Eintracht Frankfurt zurück. Unter Adi Hütter, der Kamada eine „sehr gute Entwicklung“ prophezeite, erkämpfte er sich in der Hinrunde einen Stammplatz im offensiven Mittelfeld. Sein erstes Pflichtspieltor für die Eintracht erzielte er beim 5:3-Sieg im DFB-Pokalspiel beim SV Waldhof Mannheim. In der Europa League traf Kamada bis zu einer durch die COVID-19-Pandemie erzwungenen Saisonunterbrechung sechsmal. Allein drei dieser Tore fielen beim 4:1-Hinspielerfolg im Sechzehntelfinale gegen den FC Salzburg. Am 13. Juni 2020 bereitete er beim 4:1-Sieg im Bundesligaspiel gegen Hertha BSC ein von André Silva per Hacke erzieltes Tor mit einem Sololauf vor und wurde von der Sportschau gemeinsam mit dem Portugiesen als Torschütze des Monats ausgezeichnet. Insgesamt kam Kamada in der Saison zu 48 Pflichtspieleinsätzen, in denen er 19 Torbeteiligungen beisteuerte. Auch in der Spielzeit 2020/21 war er weiterhin in Frankfurts Mittelfeld gesetzt und wurde meist neben Amin Younes auf einer „Doppel-10“ hinter der einzigen Spitze Silva aufgeboten. Der Japaner verpasste in der Saison lediglich 2 Bundesligaspiele und erzielte 5 Pflichtspieltore. Die Eintracht stand in der Spielzeit lange auf einem Champions-League-Platz, der am Saisonende in einen fünften Platz und damit der erneuten Teilnahme an der Europa League mündete. Sein Vertrag in Frankfurt wurde im September 2020 vorzeitig bis zum 30. Juni 2023 verlängert.
In der Spielzeit 2021/22 setzte auch Frankfurts neuer Trainer Oliver Glasner auf die Dienste Kamadas, den er zumeist neben Jesper Lindstrøm hinter der einzigen Spitze Rafael Borré aufs Feld schickte. Kamada absolvierte in der Saison wettbewerbsübergreifend 46 Pflichtspiele, womit er wie in der Vorsaison lediglich 2 Bundesligaspiele verpasste. In der Europa League stand er in jedem Spiel auf dem Feld, wobei er mit fünf Treffern bester Torschütze der Eintracht war. Seine Mannschaft stieß als Gruppenerster nach Siegen in der K.o.-Runde gegen Betis Sevilla, den FC Barcelona und West Ham United bis ins Finale vor. Im Endspiel stand Kamada am 18. Mai 2022 gegen die Glasgow Rangers die vollen 120 Minuten auf dem Platz und half seiner Mannschaft mit einem Treffer im anschließenden Elfmeterschießen zum Titelgewinn.
Nach der Verpflichtung weiterer Offensivspieler zur Spielzeit 2022/23 wurde er in der Saisonvorbereitung von Glasner erstmals als defensiver Mittelfeldspieler eingesetzt. Bei Frankfurts erstem Saisonpflichtspiel, einem 4:0-Sieg im Pokal gegen den 1. FC Magdeburg, spielte Kamada neben Djibril Sow als Sechser und erzielte zwei Tore. Auch im weiteren Saisonverlauf wurde er auf dieser Position aufgeboten, wobei häufig Frankfurts Kapitän Sebastian Rode in der Startelf stand und Kamada erst in der zweiten Halbzeit aufs Feld kam.
Sein Vertrag in Frankfurt wurde im September 2020 vorzeitig bis zum 30. Juni 2023 verlängert. Nach Verhandlungen mit der Eintracht entschied sich Kamada im Frühjahr 2023, den Verein zum Saisonende ablösefrei zu verlassen. Seine Leistungen, die er nach dieser Entscheidung auf dem Platz zeigte, wurden kritisiert. Nachdem Verhandlungen mit verschiedenen Interessenten – darunter Borussia Dortmund und die AC Mailand – gescheitert waren, war Kamada rund einen Monat vereinslos.

### Lazio Rom
Im August 2023 unterschrieb er einen Vertrag bei Lazio Rom und wurde damit zum ersten japanischen Spieler der Vereinsgeschichte.

### Crystal Palace
Im Juli 2024 wechselte er zu seinem vormaligen Trainer Oliver Glasner zu Crystal Palace und unterschrieb dort einen Vertrag bis 2026.

## Japanische Nationalmannschaft

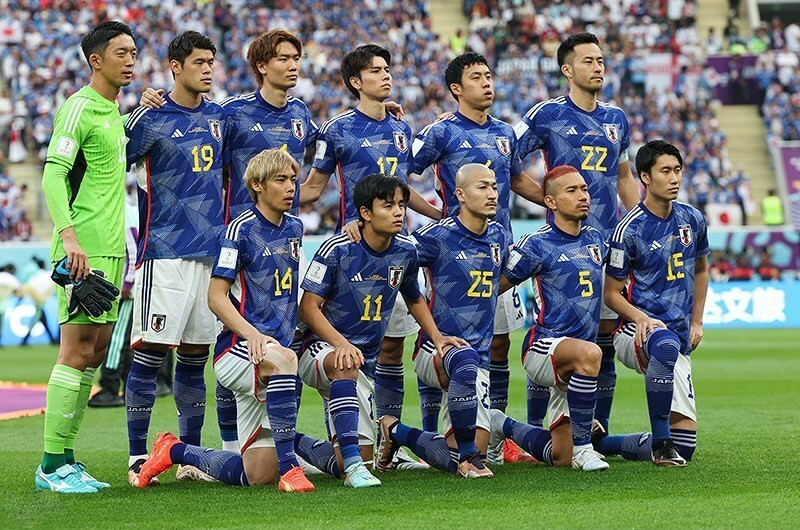
Kamada (unten rechts) mit seiner Mannschaft vor dem Gruppenspiel gegen Deutschland bei der WM 2022

Kamada spielte am 25. März 2016 beim 2:1-Sieg gegen Mexiko erstmals für die japanische U23-Nationalmannschaft. Insgesamt kam er für diese bis Ende Mai 2016 viermal zum Einsatz.
Im März 2019 debütierte Kamada beim 1:0-Sieg im Freundschaftsspiel gegen Kolumbien in der A-Nationalmannschaft. Sein erstes Länderspieltor erzielte er am 10. Oktober 2019 beim 6:0-Sieg gegen die Mongolei. Im November 2022 wurde er in den Kader für die Weltmeisterschaft 2022 in Katar nominiert. Im Turnier stand der Mittelfeldspieler in jedem Spiel in der Startelf und erreichte mit seiner Mannschaft in einer Gruppe mit Deutschland, Costa Rica und Spanien als Sieger das Achtelfinale, in dem sie im Elfmeterschießen an Kroatien scheiterte.

## Erfolge
Eintracht Frankfurt
- DFB-Pokal-Sieger: 2018
- Europa-League-Sieger: 2022

Crystal Palace
- FA-Cup-Sieger: 2025

Persönliche Auszeichnungen
- Torschütze des Monats: Juni 2020 (zusammen mit André Silva)

## Persönliches
Sein jüngerer Bruder Hiromu ist ebenfalls Profifußballspieler. Kamada ist seit Ende des Jahres 2017 verheiratet und seit 2018 Vater eines Sohnes.